# Macrotera pipiyolin
Macrotera pipiyolin är en biart som först beskrevs av Roy R. Snelling och Danforth 1992.  Macrotera pipiyolin ingår i släktet Macrotera och familjen grävbin. Inga underarter finns listade i Catalogue of Life.